# ماستيغاس
ماستيغاس (بالإنجليزية: Mastigas or Mastinas)‏ حكم المملكة المورية الرومانية خلال القرن السادس ملكًا للموريين والرومان خلفا لماسونا، خلال حكمه، إمتدت المملكة المورية الرومانية تقريبا كل مقاطعة موريطانيا القيصرية باستثناء العاصمة القديمة القيصرية التي كانت تحت سيطرة الإمبراطورية الرومانية الشرقية.
كان ماستيغاس حليفاً للوداس (حاكم مملكة الأوراس) وعدو للإمبراطورية الرومانية الشرقية والملك الماورو الروماني السابق ماسونا، وذلك في محاولته للاستيلاء على الأراضي من ممالك بربرية أخرى أصغر في المنطقة.
على عكس لوداس ومملكته لم يواجه ماستيغاس أي هجمات رومانية شرقية، ربما بسبب موقعه البعيد وهو ما وفر فيما بعد ملاذاً آمناً لقوات البربر المتمردين ومتمردي الرومان.

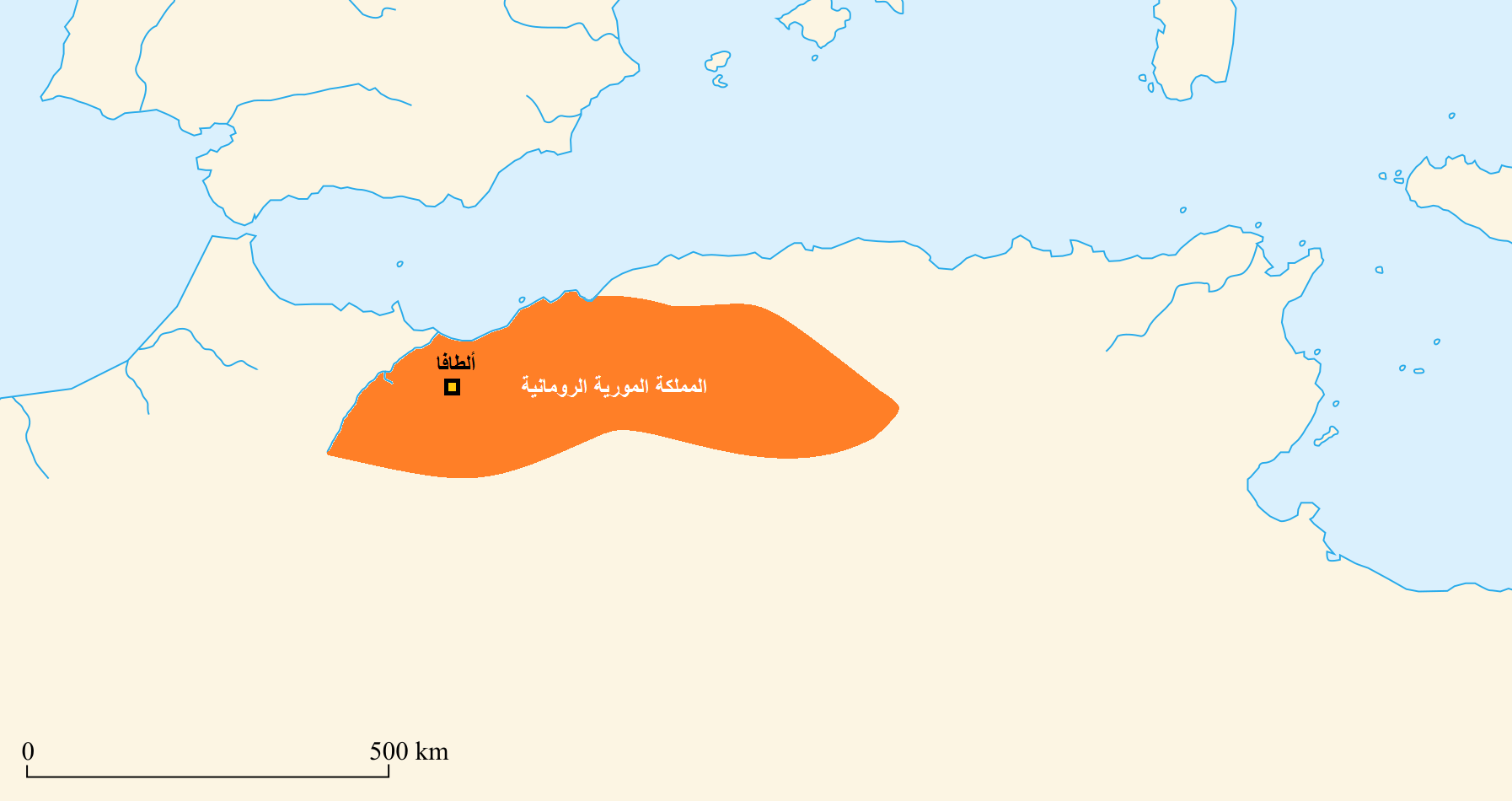
المملكة المورية الرومانية

| سبقه ماسونا | المملكة المورية الرومانية | تبعه سطوطزاس |